# Джордж (Вашингтон)
Вижте пояснителната страница за други значения на Джордж.
Джордж (на английски: George) е град в окръг Грант, щата Вашингтон, САЩ. Джордж е с население от 528 жители (2000) и обща площ от 1,6 km². Намира се на 374 m надморска височина. ЗИП кодът му е 98824, 98848, а телефонният му код е 509.